# Megumu Tamura
Megumu Tamura (田村恵?; 10 gennaio 1927 – Tokyo, 8 ottobre 1986) è stato un calciatore giapponese, di ruolo difensore.